# Gynostemma pentaphyllum
Gynostemma pentaphyllum (jiaogulan Kinesiska: 绞股蓝, Pinyin: jiǎogǔlán) är en gurkväxtart som först beskrevs av Carl Peter Thunberg, och fick sitt nu gällande namn av Tomitaro Makino. Gynostemma pentaphyllum ingår i släktet Gynostemma och familjen gurkväxter.

## Underarter
Arten delas in i följande underarter:
- G. p. dasycarpum
- G. p. fasciculare
- G. p. grandiflorum
- G. p. knemandrum
- G. p. pubescens
- G. p. simplicifolium

## Bildgalleri

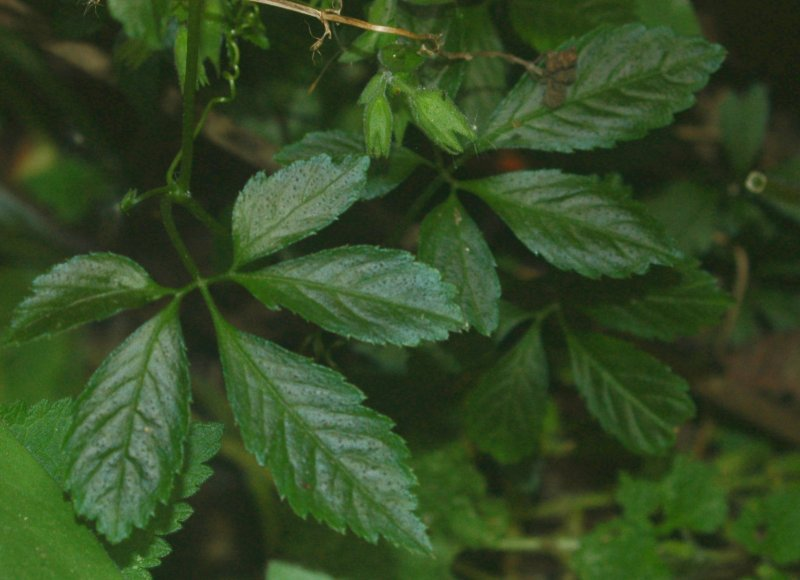
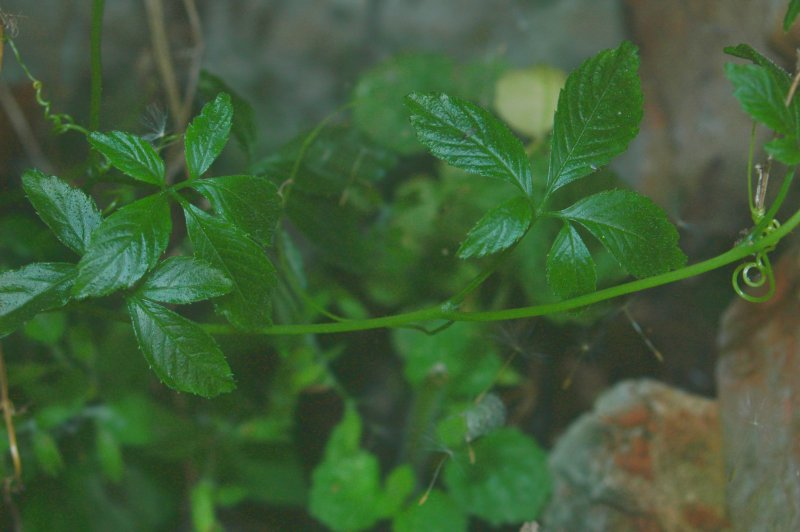
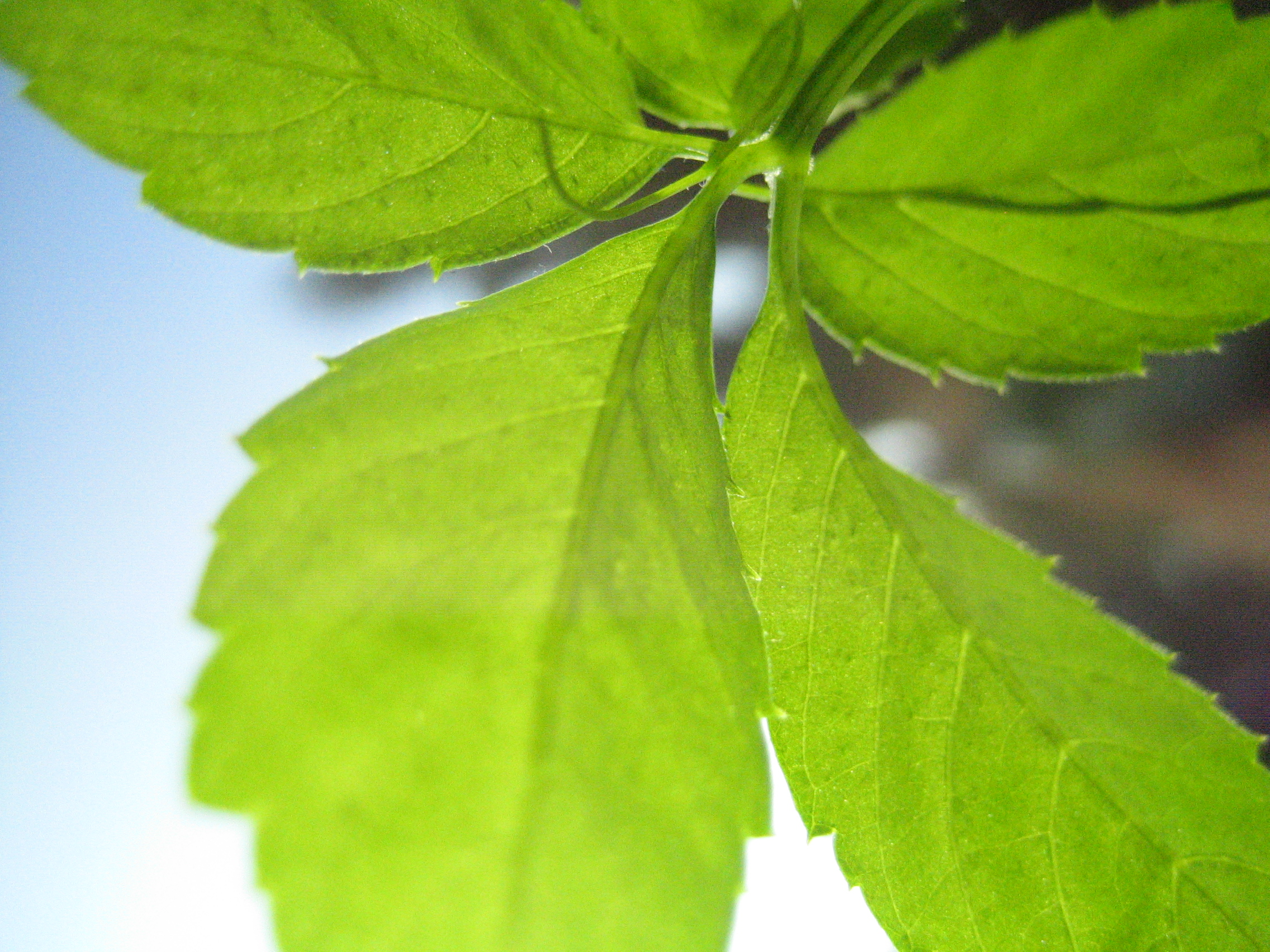
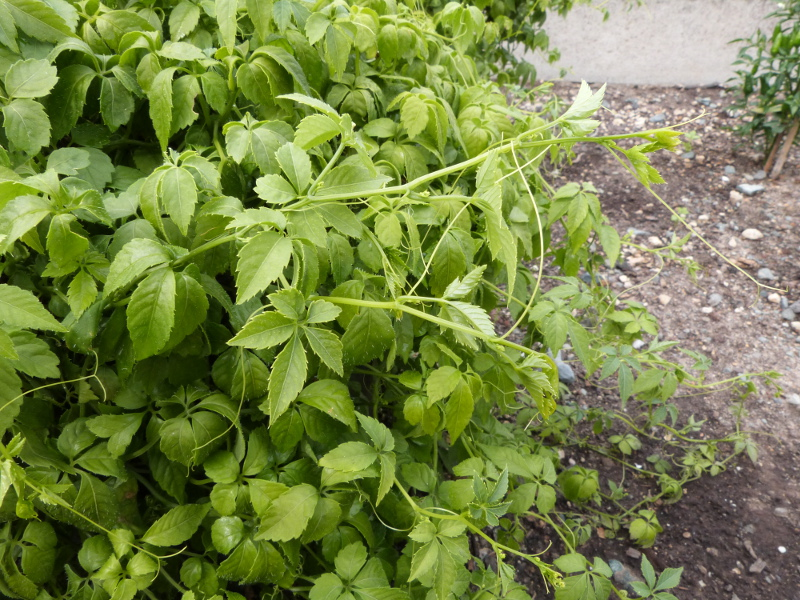
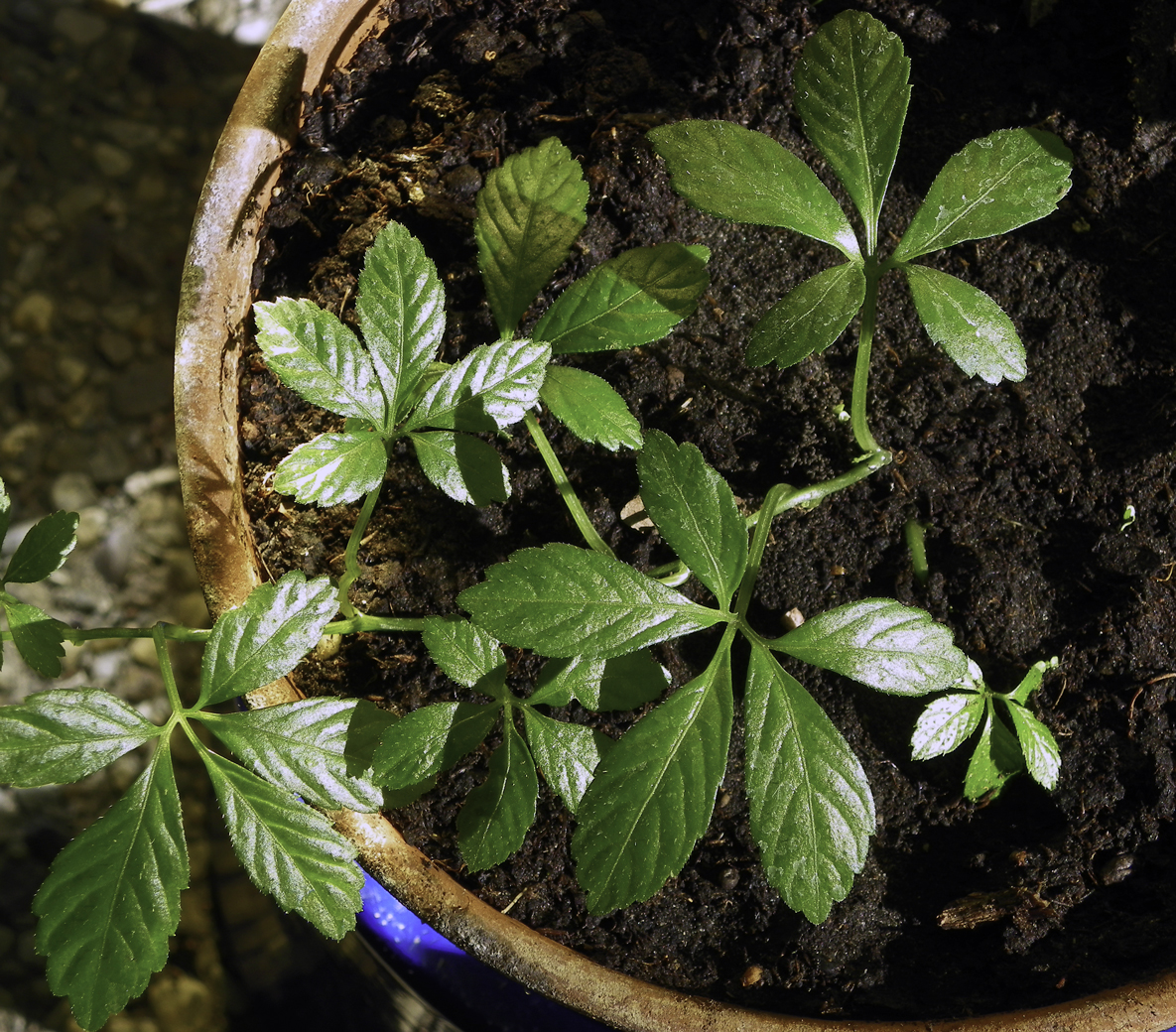
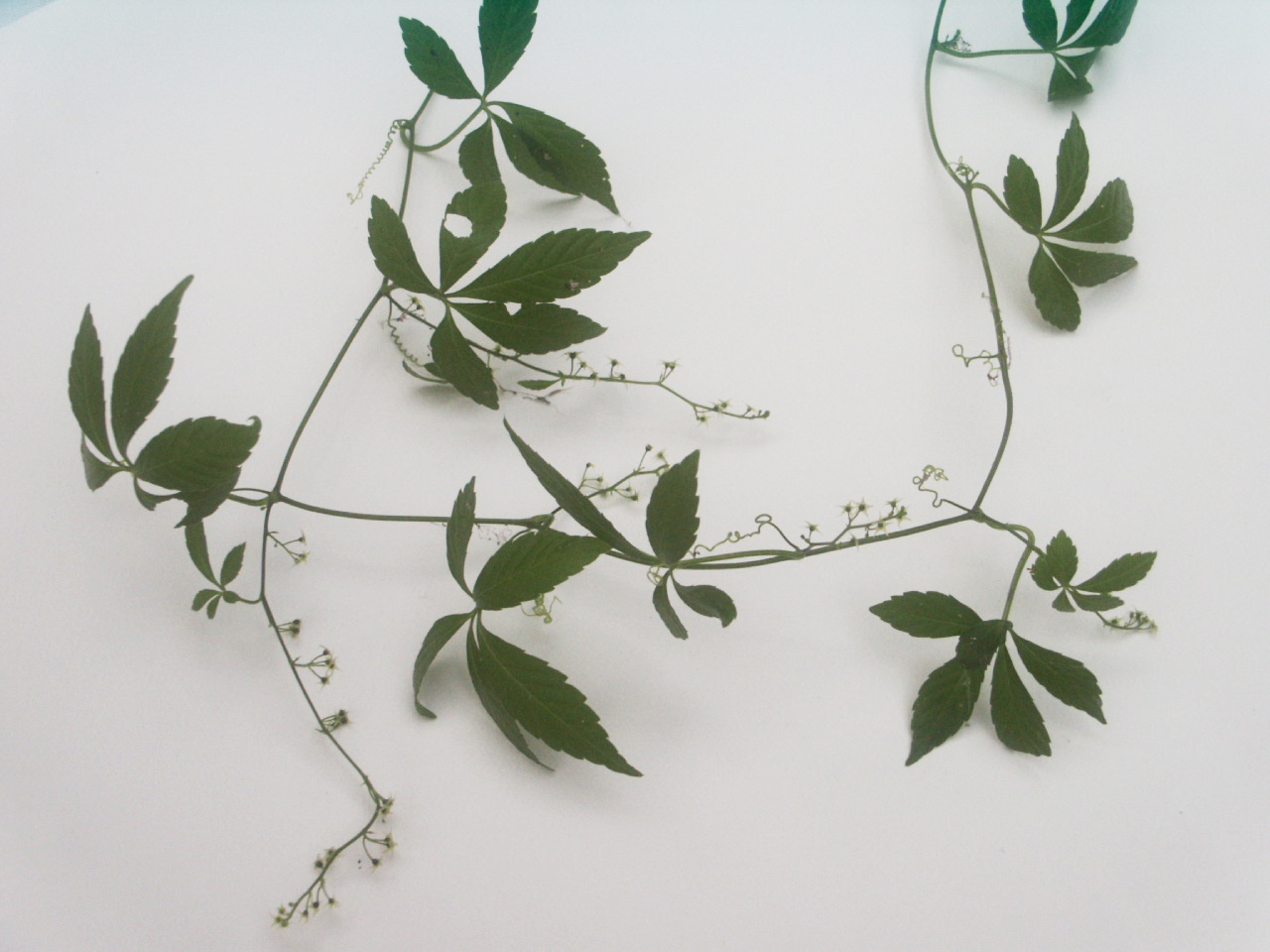